# Sophie Hermans
Sophia Theodora Monique (Sophie) Hermans (Nijmegen, 1 mei 1981) is een Nederlands politica voor de VVD. Sinds 2 juli 2024 is zij minister van Klimaat en Groene Groei en vicepremier. Van 3 juni tot 19 juni 2025 was zij waarnemend minister van Infrastructuur en Waterstaat.
Voor haar ministerschap was zij vanaf 23 maart 2017 Tweede Kamerlid. Van 11 januari 2022 tot 6 december 2023 was zij er fractievoorzitter van de VVD.

## Maatschappelijke carrière

### Opleiding
Ze doorliep van 1993 tot 1998 de havo en van 1998 tot 2000 het vwo op het Drachtster Lyceum. Ze studeerde van 2000 tot en met 2006 politicologie aan de Universiteit van Amsterdam waar zij haar master behaalde in bestuurskunde.
Hierna volgde ze nog postdoctorale vakken aan de San Francisco State University (Internationale betrekkingen en economie, 2006) en aan de London Business School (leidinggeven, 2008). In 2013 volgde ze een opleiding economie voor beleidsmakers aan de Rijksacademie voor Financiën, Economie en Bedrijfsvoering in Den Haag.

### Loopbaan
Haar eerste baan was van september 2006 tot april 2011 als (senior) adviseur bij organisatieadviesbureau Andersson Elffers Felic (AEF) in Utrecht. Van mei 2011 tot november 2012 was ze programmamanager bij de vereniging De Publieke Zaak. Vanaf november 2012 was ze politiek adviseur van de minister voor Wonen en Rijksdienst, Stef Blok. In januari 2015 werd ze politiek adviseur van minister-president Mark Rutte.

## Politieke carrière

### Tweede Kamerlid
Voor de Tweede Kamerverkiezingen 2017 stond ze zestiende op de VVD-kandidatenlijst. Als Kamerlid was ze in haar eerste periode woordvoerder voor het zorg- en jeugdbeleid. Op 1 juli 2020 werd zij benoemd tot vicefractievoorzitter van de VVD-fractie.
Voor de Tweede Kamerverkiezingen 2021 stond ze op de derde plek op de VVD-kandidatenlijst. Na die verkiezingen was zij tijdens de kabinetsformatie waarnemend fractievoorzitter, omdat lijsttrekker Mark Rutte tevens premier was. In die kabinetsformatie was zij ook onderhandelaar.
Na de beëdiging van het kabinet-Rutte IV werd ze op 11 januari 2022 verkozen tot fractievoorzitter van de VVD. Vanaf 16 september 2021 tot 6 december 2023 was zij tevens voorzitter van de Commissie voor de Inlichtingen- en Veiligheidsdiensten. Op 6 december 2023 heeft zij haar fractievoorzitterschap overgedragen aan Dilan Yeşilgöz, de lijsttrekker van de VVD bij de Tweede Kamerverkiezingen 2023.
Op het VVD-voorjaarscongres van 11 juni 2022 bestreed ze dat ze haar positie als VVD-fractievoorzitter in de Tweede Kamer te danken had aan haar vader, VVD-prominent Loek Hermans, of aan haar vorige baan als politiek assistent van Rutte.

### Minister
Op 2 juli 2024 werd Hermans benoemd tot minister van Klimaat en Groene Groei en tweede vicepremier in het kabinet-Schoof. Het ministerie van Klimaat en Groene Groei werd bij het aantreden van dit kabinet opgericht als zelfstandig ministerie, voorheen was klimaat ondergebracht bij Economische Zaken. Omdat de PVV-ministers op 3 juni 2025 het kabinet verlieten, schoof zij op naar eerste vicepremier. Daarnaast werd zij ook minister van Infrastructuur en Waterstaat.

## Persoonlijk
Hermans werd geboren in Nijmegen maar groeide op in Friesland. Ze is de dochter van oud-VVD-politicus en bestuurder Loek Hermans. Ze heeft een broer en een jongere zus die haar in maart 2017 opvolgde als politiek assistent van premier Mark Rutte. Hermans doet aan hockey. Ze heeft een partner.

## Electorale historie
| Verkiezingen                  | Partij                | Plek op de lijst | Aantal stemmen | Resultaat                        |
| ----------------------------- | --------------------- | ---------------- | -------------- | -------------------------------- |
| Tweede Kamerverkiezingen 2017 | VVD (kandidatenlijst) | 16               | 4.417          | Verkozen                         |
| Tweede Kamerverkiezingen 2021 | VVD (kandidatenlijst) | 3                | 24.115         | Verkozen, boven voorkeursdrempel |
| Tweede Kamerverkiezingen 2023 | VVD (kandidatenlijst) | 2                | 62.320         | Verkozen, boven voorkeursdrempel |